# Schulkirche (Amberg)
Die Schulkirche in Amberg ist die Kirche des ehemaligen Klosters Sankt Augustinus der Salesianerinnen im Bistum Regensburg und zählt zu den bedeutendsten Rokokokirchen Deutschlands. Diese römisch-katholische Kirche ist dem heiligen Augustinus geweiht.

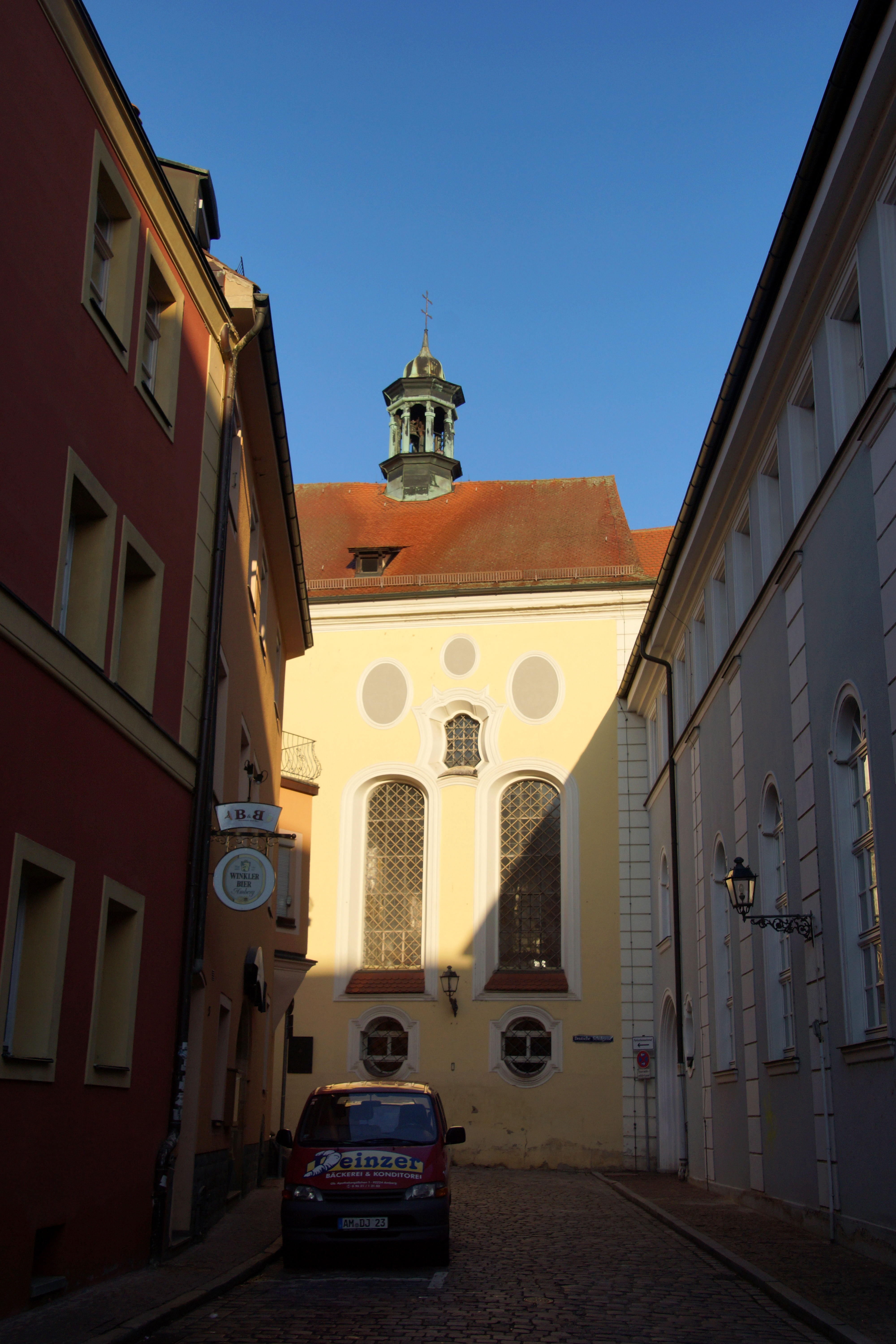
Außenansicht

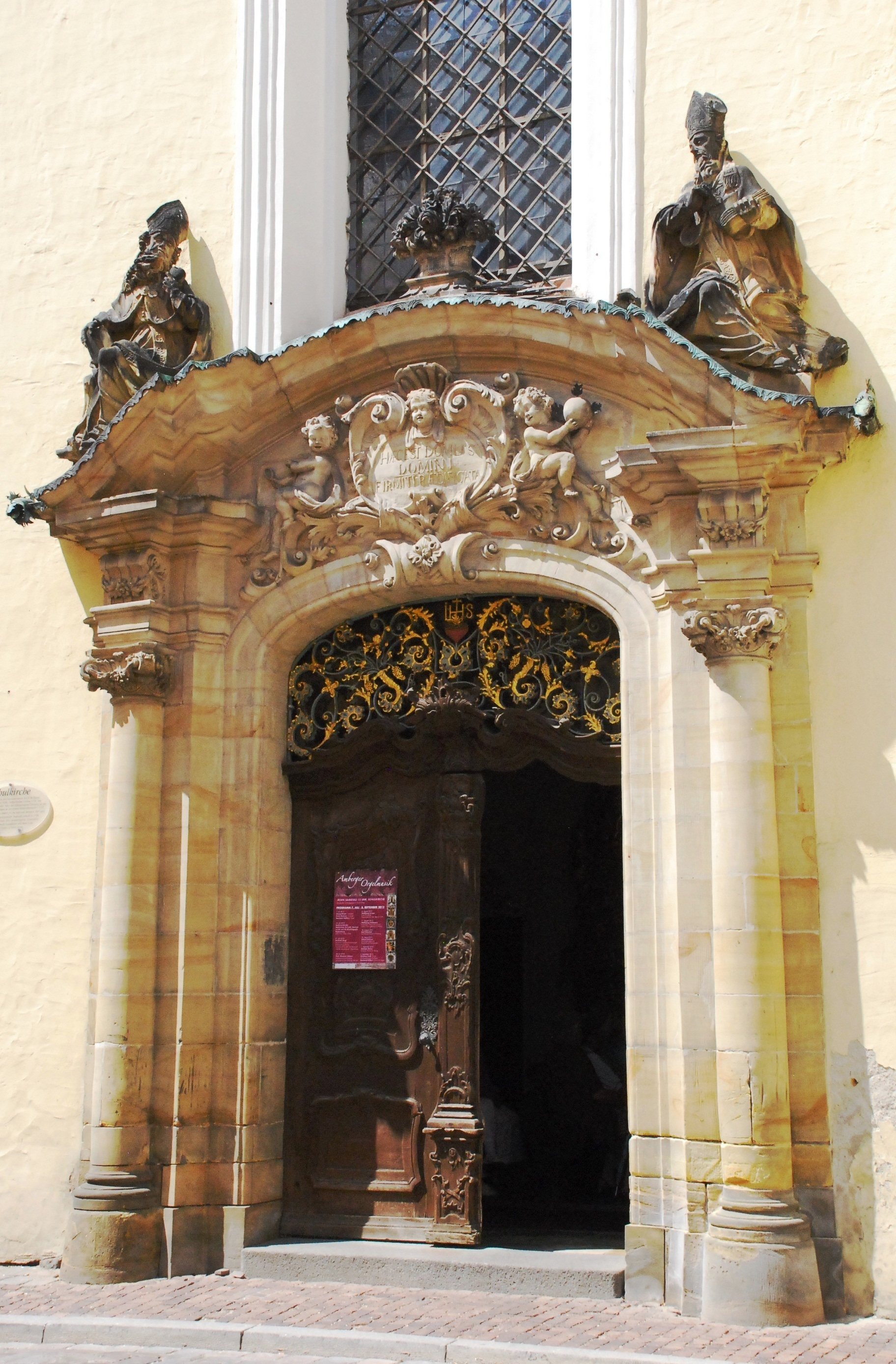
Schulkirche Amberg, Portal

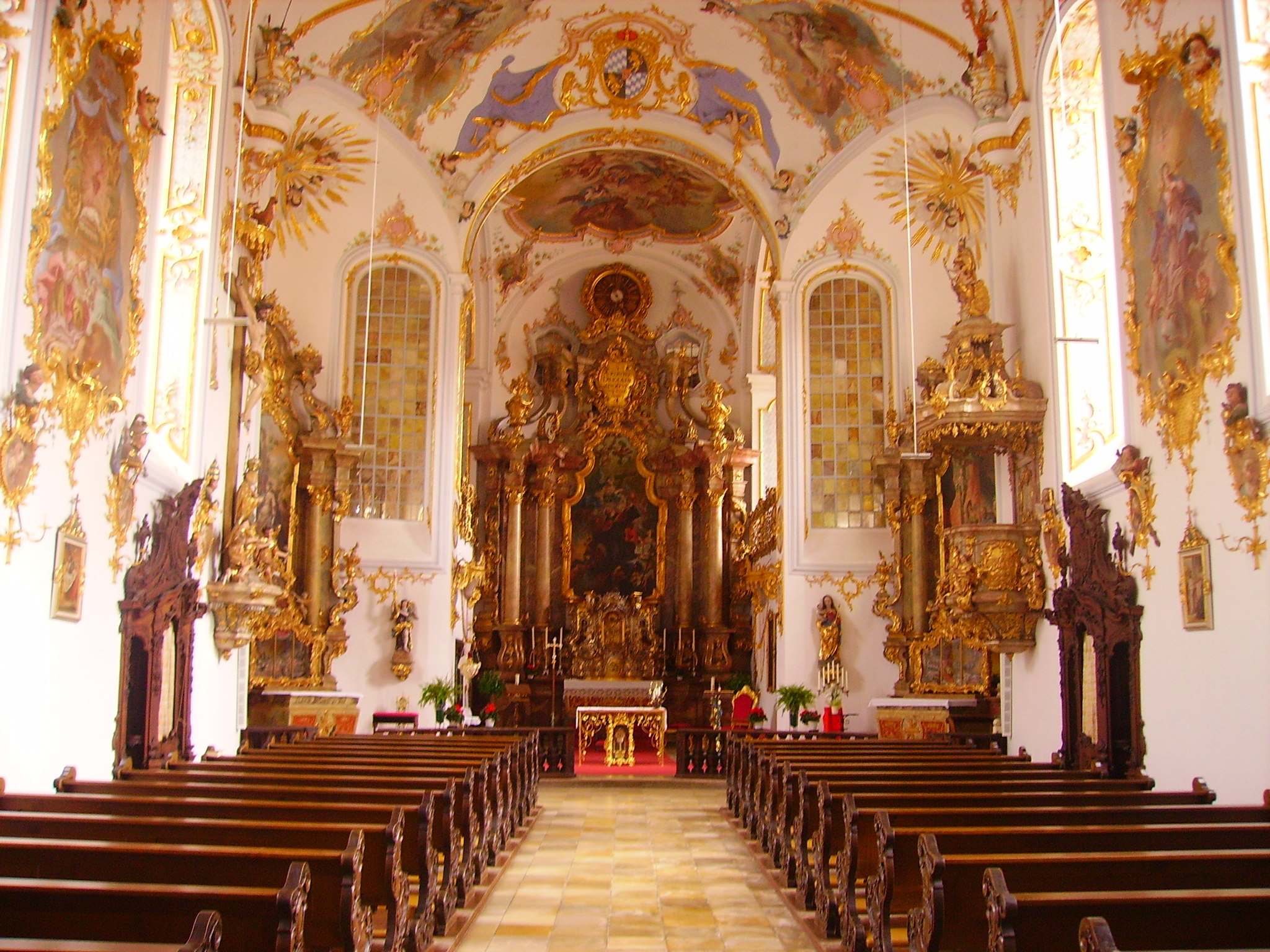
Blick zum Altar

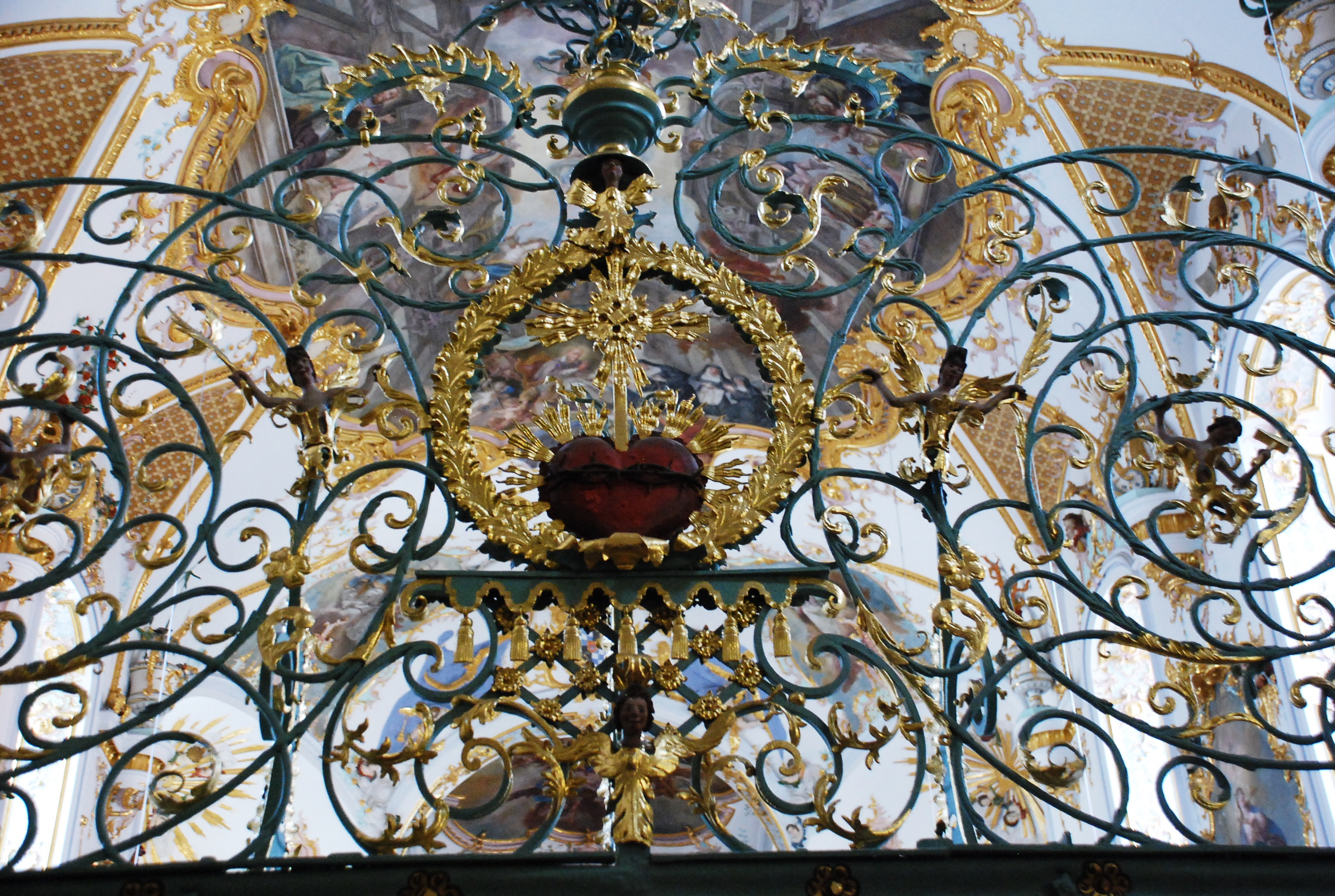
Chorgitter

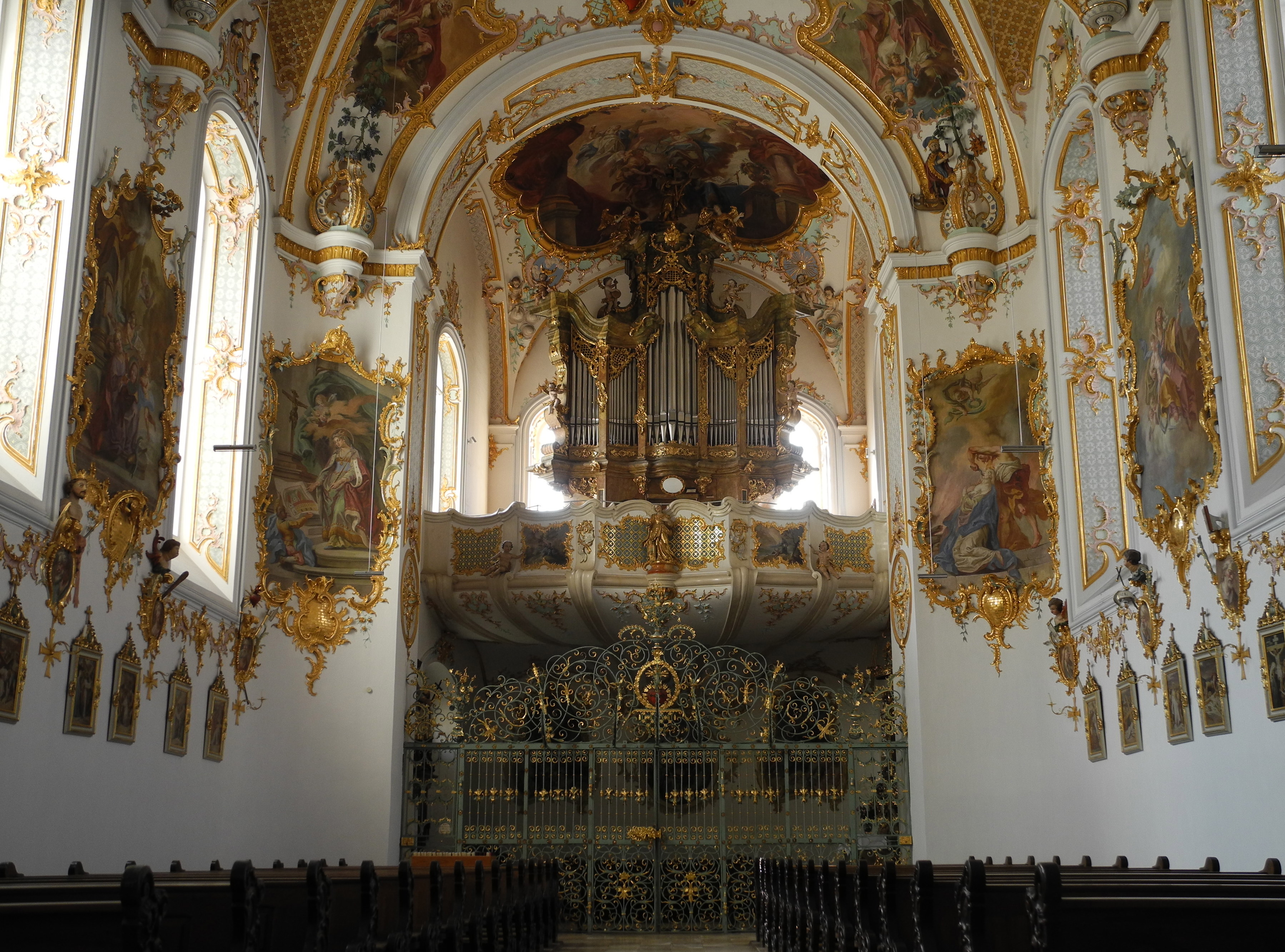
Inneres nach Westen

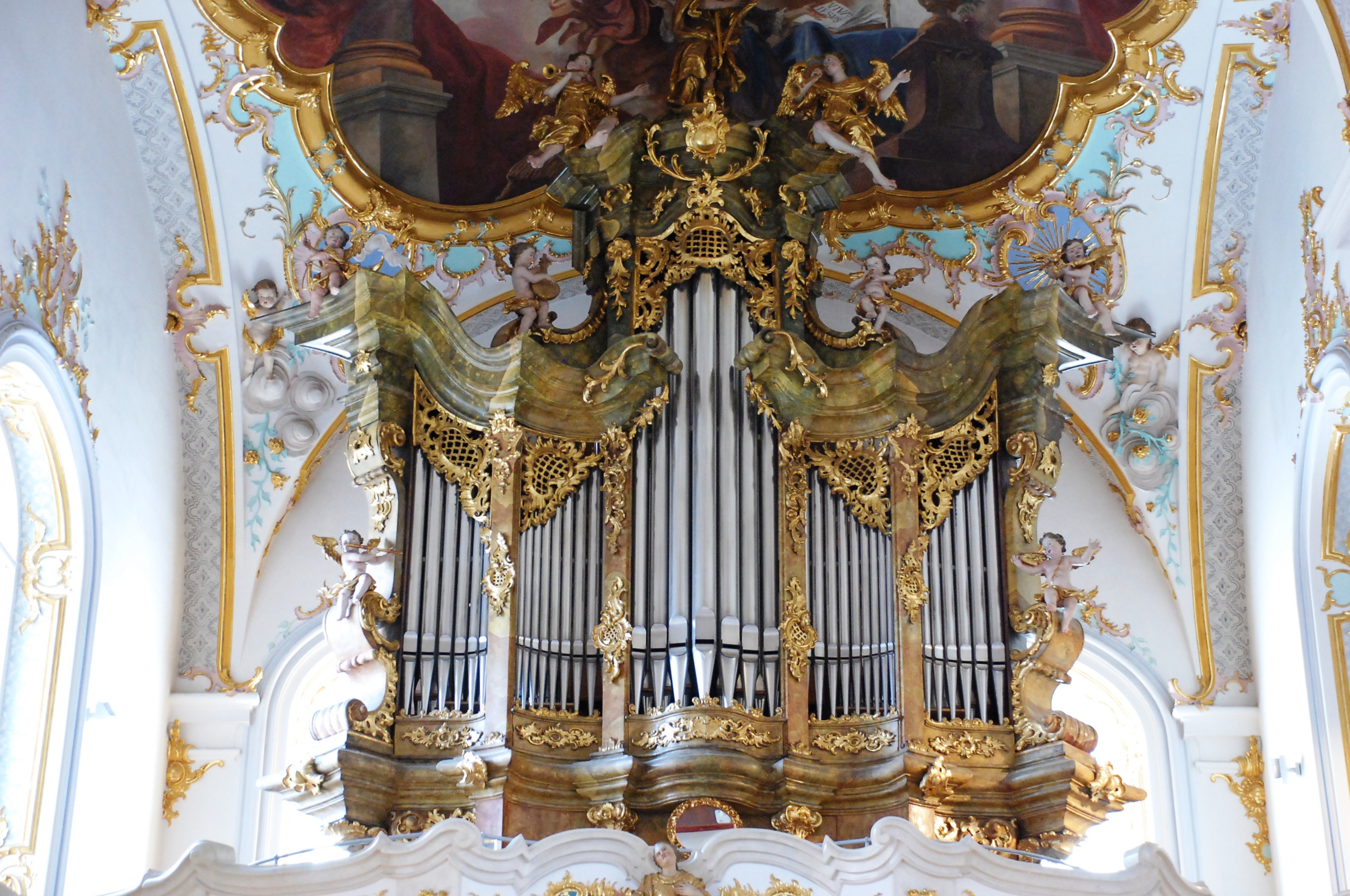
Orgelprospekt

## Geschichte
Mit dem Bau wurde 1697 nach Entwürfen von Wolfgang Dientzenhofer begonnen. Die Weihe erfolgte 1699 durch den Regensburger Weihbischof Albert Ernst Graf von Wartenberg. Der Bau wurde bereits 1758 erweitert, dabei blieben der Chor und die Seitenkapellen erhalten. In dieser Zeit erhielt die Kirche auch ihre Rokokoausstattung. Die Stuckarbeiten wurden von Anton Landes, die Fresken an Decke und Seitenwänden vom kaiserlichen Hofmaler Gottfried Bernhard Götz gefertigt.
Das Kloster wurde 1802, wie viele andere in Deutschland, säkularisiert, ging an die „Deutsche Schulstiftung“ über und wurde danach Kirche der Armen Schulschwestern von Unserer Lieben Frau als Teil der heutigen Dr.-Johanna-Decker-Schulen Amberg.

## Architektur
Die Kirche ist ein Saal mit einem quadratischen Chor, der in einem Segmentbogenschluss endet. Schräg eingestellte Konchen vermitteln zum breiteren Langhaus.
Im Westen liegt eine eingezogene Vorhalle mit muschelartiger Orgelempore. Das Langhaus ist mit einem Muldengewölbe mit Stichkappen, der Chor mit böhmischen Kappen abgeschlossen. Die Decke ist mit reichen Rokokostuckarbeiten mit Brokaten, Vasen und Rocaillen sowie mit den Allegorien der vier Elemente und der vier Jahreszeiten auf den Konsolen des Gewölbeansatzes versehen. An den Langhauswänden sind die Köpfe von Aposteln dargestellt. Die leuchtende Fassung wurde bei der letzten Restaurierung nach Befund erneuert.
Das Fresko der Hauptdecke im Langhaus ist mit „G. B. Göz Invenit et Pinxit 1758“ bezeichnet und stellt Szenen aus der Gründungsgeschichte des Ordens dar, die um die auf Wolken schwebende und von Dreifaltigkeitssymbolen umgebene Divina Providentia gruppiert sind. In den Gewölbezwickeln sind die vier Kirchenväter dargestellt. Im Deckenbild des Chores ist die Heilige Dreifaltigkeit, umgeben von Eckenbildern der vier Evangelisten abgebildet; die Oratorien sind mit Darstellungen der Heiligen Florian und Sebastian versehen. Über der Orgelempore ist die selige Ordensgründerin Johanna von Chantal dargestellt, die sich im Beisein der personifizierten Göttlichen Tugenden das Christusmonogramm auf die Brust brennt, an den Emporenbrüstungen zwei Szenen aus dem Leben des heiligen Augustinus.
An den Langhauswänden stellen stuckgerahmte Fresken die Verehrung des Herzens Jesu, die Heiligen Joseph und Apollonia im Norden, Maria Immaculata, die Heiligen Judas Thaddäus und Hedwig im Süden dar. Seitlich der Sohlbänke sind die Apostel als Säulen des Glaubens dargestellt. An der Westwand der Vorhalle sind die Heiligen Walburga, Florian und Nikolaus von Tolentino zu finden.

## Ausstattung
Die Innengestaltung lag in der Verantwortung Amberger Meister, die Bildhauerarbeiten stammen von Franz Joachim Schlott. Um 1758 erhielt die Kirche Hochaltar, Kanzel, Orgelprospekt und Beichtstühle mit reichem Rocailleschmuck von Schlott. Die Schreinerarbeiten wurden von Johann Peter Bacher und die Fassmalerei von Johann Andreas Georg Zellner aus Furth geliefert. Dem Hochaltar angeglichen sind die Seitenaltäre von Johann Peter Hirsch und Johann Wolfgang Eder. Alle Altarblätter wurden von Gottfried Bernhard Götz geschaffen.
Das Gemälde im Hochaltar zeigt, wie der heilige Augustinus sein flammendes Herz der Fides-Ecclesia darbringt, die Seitenaltäre Mariä Heimsuchung und den heiligen Franz von Sales bei der Abfassung der Ordensregel.
Das Abschlussgitter wurde durch Johann Franz Eberhard 1699 geliefert und 1757/1758 erweitert.

## Orgel
1760 fertigte Johann Konrad Funtsch aus Amberg ein neues Orgelwerk mit 1001 Pfeifen und 19 Registern auf zwei Manualen und Pedal, die Disposition ist überliefert. 1926 wurde sie durch einen Neubau von Steinmeyer (Oettingen) mit pneumatischen Taschenladen (II/P/17) ersetzt. 1993 baute Hubert Sandtner (Dillingen a. d. Donau) ein neues Werk mit mechanischen Trakturen. Einige Holzregister von Steinmeyer wurden dabei übernommen. Die originale Disposition von 1760 wurde um sieben Register – darunter drei Zungen – ergänzt, das Positiv als Schwellwerk ausgebildet. Auch die typischen Registerschwerter wurden nach dem Vorbild von Funtsch gestaltet. Die Intonation betreute Wolfgang Stöcker.
Die Disposition der Sandtner-Orgel (Ergänzungen über Funtsch hinaus mit *):
| I Hauptwerk C–g3 |                  |        |
| 1.               | Copel*           | 16′    |
| 2.               | Principal        | 8′     |
| 3.               | gedeckte Copel   | 8′     |
| 4.               | offene Copel     | 8′     |
| 5.               | Gamba            | 8′     |
| 6.               | Octav            | 4′     |
| 7.               | Gembshorn        | 4′     |
| 8.               | Quint            | 3′     |
| 9.               | Superoctav       | 2′     |
| 10.              | Sesquialtera     | 1 3⁄5′ |
| 11.              | Mixtur major IV  | 2′     |
| 12.              | Mixtur minor III | 1′     |
| 13.              | Trompete*        | 8′     |

| II Positiv C–g3 |             |       |
| 14.             | Copel       | 8′    |
| 15.             | Solicinal   | 8′    |
| 16.             | Piffara     | 8′    |
| 17.             | Flötten     | 4′    |
| 18.             | Flaschonetl | 2'    |
| 19.             | Quint*      | 1 ⁄3′ |
| 20.             | Schalmei*   | 8′    |

| Pedal C–f1 |          |     |
| 21.        | Violon*  | 16′ |
| 22.        | SubPaß   | 16′ |
| 23.        | OctavPaß | 8′  |
| 24.        | Copel*   | 8′  |
| 25.        | Octav*   | 4′  |
| 26.        | Fagott*  | 16′ |